# Monica Whately
Pour les articles homonymes, voir Whately.
Mary Monica Whately, née le 30 novembre 1889 à Londres et morte le 12 septembre 1960 (idem) est une suffragiste britannique et une activiste politique. 

## Biographie

### Jeunesse
Née dans le district de Brompton à Londres, Monica Whately étudie à la London School of Economics. 

### Militantisme
En 1912, elle et sa mère, Maude, sont membres fondatrices de la Catholic Women's Suffrage Society. En 1918, elle devient St Joan's Social and Political Union, et Whately en est nommée secrétaire.  En 1921, elle est l'une des fondatrices du Six Point Group, qui milite pour les droits des femmes, et est également active au sein de la National Union of Women's Suffrage Societies et de l'Open Door Society.
Monica Whately adhère au parti travailliste indépendant (ILP) et à travers lui devient la candidate du parti travailliste à St Albans aux élections générales de 1929 et celles de 1931. Elle reste au sein du Parti travailliste après la désaffiliation de l'ILP et se présente sans succès à Clapham aux élections générales de 1935, avant de remporter l'élection de conseil du comté de Londres en 1937, représentant Limehouse. Pendant qu'elle siège au conseil, elle réussit à faire pression pour que les sages-femmes continuent à travailler après le mariage.
Monica Whately est une figure importante du mouvement No More War (en) entre les deux guerres. Pendant la Seconde Guerre mondiale, elle travaille pour le ministère du Travail et le Ministère de l'information, mais consacre de plus en plus de temps à Save the Children. 
Après la guerre, elle fait campagne contre l'apartheid en Afrique du Sud.
En 1954, elle est l'une des signataires d'une lettre de protestation contre les exécutions massives de Kényans, dont la révolte des Mau Mau,, par le gouvernement colonial de l'époque, sans que celui-ci soit accusé de meurtres.
Membre active de la Société pour les relations culturelles avec l'URSS depuis sa formation en 1924, Monica Whately se rend en Union soviétique en 1950, puis en Tchécoslovaquie, en Pologne et en Chine.